# Baker Ridge
Il Baker Ridge è una dorsale montuosa antartica che si estende in direzione ovest per 9 km, staccandosi dalla porzione settentrionale del Washington Escarpment del Neptune Range, nei Monti Pensacola in Antartide. 
La dorsale è stata mappata dall'United States Geological Survey (USGS) sulla base di rilevazioni e foto aeree scattate dalla U.S. Navy nel periodo 1956-66.
La denominazione è stata assegnata dall'Advisory Committee on Antarctic Names (US-ACAN) in onore di Clifford E. Baker, tecnico elettronico dell'aviazione in servizio presso la Stazione Ellsworth durante l'inverno 1958.